# 謎解きドリル
『謎解きドリル』は、河添太一による日本の漫画。スクウェア・エニックスのウェブコミック配信サイト『ガンガンONLINE』にて、毎月第1週更新で2014年1月2日更新分から2015年5月7日更新分まで連載。

## 登場人物
三海 結（みかい ゆい）

本林 木木（もとばやし きき）

## 書誌情報
- 河添太一 『謎解きドリル』 スクウェア・エニックス〈ガンガンコミックスONLINE〉、全3巻
  1. 2014年9月22日発売、ISBN 978-4-7575-4418-5
  2. 2015年1月22日発売、ISBN 978-4-7575-4539-7
  3. 2015年7月22日発売、ISBN 978-4-7575-4691-2